# Asembagus
Asembagus ist ein Kecamatan (Distrikt) in Indonesien auf der Insel Java. Er liegt im Regierungsbezirk Situbondo in der Provinz Jawa Timur und hat 48.418 Einwohner (Stand 2021).

## Lage
Asembagus liegt in Situbondo 255 km östlich oder circa 5 Stunden mit dem Bus oder dem Zug entfernt von Surabaya, der Hauptstadt von Jawa Timur. Der Distrikt liegt im östlichen Teil des Regierungsbezirks und grenzt im Süden an Banyuwangi und im Norden an die Javasee. Administrativ gliedert sich der Kecamatan mit seinen 221,5 Quadratkilometern in 10 Dörfer (Desa).

## Demographie
2021 lebten in Asembagus 48.418 Menschen, davon 24.847 Frauen und 23.571 Männer. Die Bevölkerung besteht aus Javanern, Maduresen und arabisch- und chinesischstämmigen Indonesiern. Die Bevölkerungsdichte beträgt 218 Personen pro Quadratkilometer. 99,1 Prozent der Einwohner sind Muslime, 0,6 Prozent Protestanten und 0,1 Prozent Katholiken. Daneben gibt es noch vereinzelt Hindus, Buddhisten und Konfuzianer.